# George Washington DeLong
George Washington DeLong, född 22 augusti 1844 i New York, död 30 oktober 1881 i Sibirien , var en amerikansk officer och upptäcktsresande. DeLong dog under en expedition i Norra ishavet.

## Biografi

### Tidiga liv
G. W. DeLong gick i skola i Brooklyn och började 1861 sedan vid United States Naval Academy i Annapolis där han 1865 tog examen med Fänriksgrad . Därefter steg han i graderna och blev 1879 befordrad till "lieutenant commander" (Örlogskapten).
DeLong tjänstgjorde på olika amerikanska fartyg i Europa, Sydatlantflottan och Nordatlantflottan fram till 1873. 1871 gifte han sig med Emma J. Wotton.
1873 deltog DeLong i en expedition till Baffinbukten på fartyget "Juniata" för att söka efter spår efter den försvunna "Polarisexpeditionen" under ledning av amerikanske Charles Francis Hall.
Åren 1873–1878 var DeLong befälhavare över skolfartyget "St Mary's".
US Navy hade fått uppdrag av USA:s kongress att i samarbete med James Gordon Bennett, Jr. (ägaren till tidningen "New York Herald") utrusta en expedition till Norra ishavet  och försöka att nå Nordpolen. Bennett bekostade fartyget "Jeannette" och US Navy stod för besättning och DeLong utsågs till befälhavare. I uppdraget ingick även sökandet efter svenska Vegaexpeditionen.

### Jeannetteexpeditionen

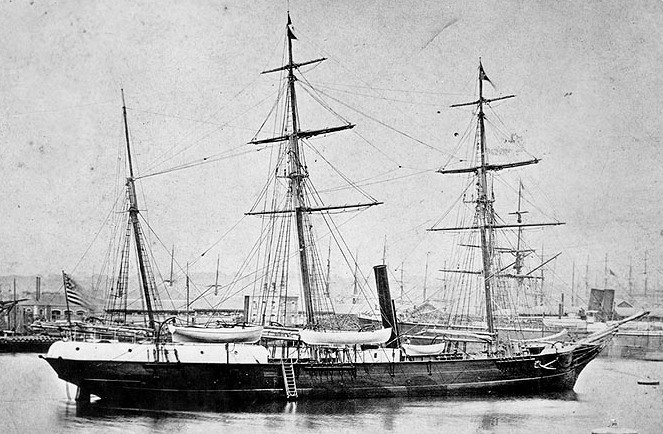
Fartyget "Jeannette"

Den 8 juli 1879 lämnade "Jeannette" med en besättning på 33 man hamnen i San Francisco med kurs norrut  .
Fartyget passerade Berings sund den 29 augusti och nådde sedan Tjuktjerhalvön där man fick veta att "Vega" kommit loss och fortsatt sin färd.
Den 6 september nådde expeditionen Wrangels ö och inom kort frös fartyget fast. Fartyget drev sakteligen mot nordväst ända fram till mitten på 1881. Under denna tid utförde besättningen vetenskapliga observationer. Den 16 maj 1881 nådde fartyget Jeannetteön och den 20 maj nådde man Henriettaön. I juni kom fartyget loss ur isen bara för att åter frysa fast den 12 juni . Denna gång var isen så kraftig att fartyget bröts sönder och sjönk. Besättningen hann lämna fartyget med både utrustning och småbåtar. Nu började en lång vandring över isen mot Lenafloden. Den 15 juli nådde expeditionen Bennettön. Man fortsatte söderut och nådde Kotelnyjön i september .
Här kom man fram till öppet vatten och resan fortsatte nu i båtarna. Den 12 september skiljdes båtarna under en storm och en båt under befäl av Charles W. Chipp med 8 man försvann spårlöst. De övriga två båtarna under George W. Melville med 11 man och under DeLong med 14 man nådde Lenadeltat men långt separerade ifrån varandra på vars sin sida om floddeltat .

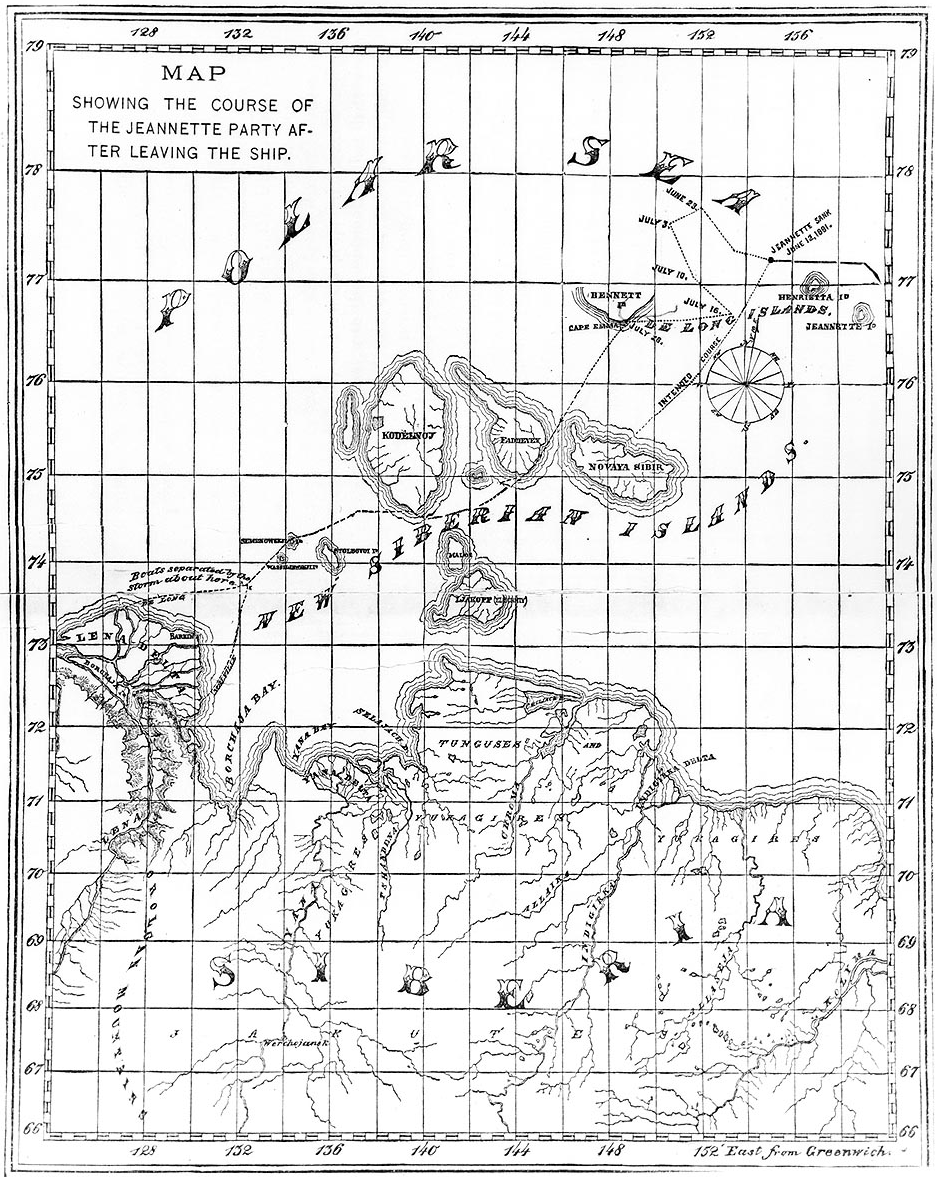
Besättningens väg mot fastlandet

DeLong fortsatte den mödosamma marschen mot räddning inåt land men hans besättning dog en efter en av utmattning och svält. Han beslöt den 9 september att skicka de två starkaste, sjömännen Nindemann och Noros, i förväg för att hitta en bosättning medan han stannade med de övriga. Under hela tiden förde han dagboksanteckningar och dessa slutar den 30 oktober 1881.

## Eftermäle

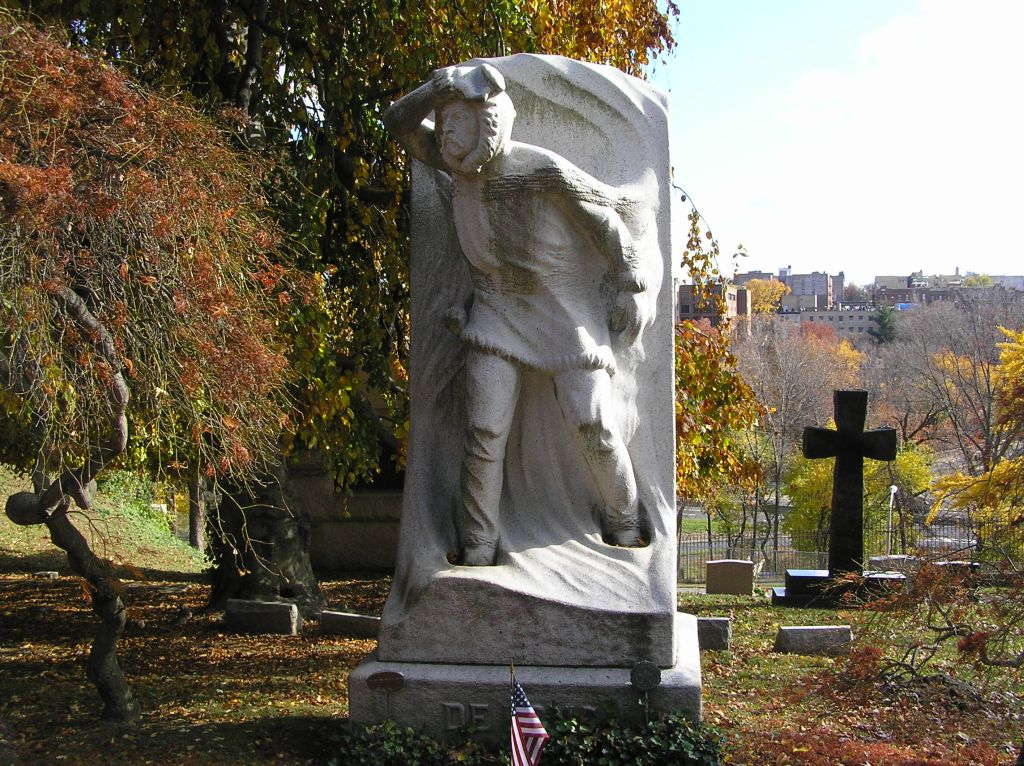
G. W. DeLongs gravsten

Männen som DeLong skickade i förväg fann slutligen en bosättning den 22 oktober, när de sedan återvände tillsammans med Melville hittade de efter långt sökande sina döda kamrater den 23 mars 1882  .
Melvilles grupp lyckades också hitta en bosättning och de sammanstötte med Nindemann och Noros i Belun den 29 oktober .
Kvarlevorna transporterades hem till USA i början på 1884  där de begravdes på Woodlawn Cemetery i Bronx.
Samma år hittades vrakdelar på Grönlands östra kust vilket troligen inspirerade Fridtjof Nansen till att 1893 försöka nå Nordpolen med fartyget Fram genom att driva i isen.
Expeditionen lyckades samla en mängd värdefulla hydrografiska, magnetiska och meteorologiska observationer.
DeLongs änka publicerade hans anteckningar 1883 i boken " The Voyage of the Jeannette" och även Melville gav 1884 ut en bok om expeditionen "In the Lena Delta".
Flera krigsfartyg och De Longöarna namngavs efter G. W. DeLong.